# Calderería

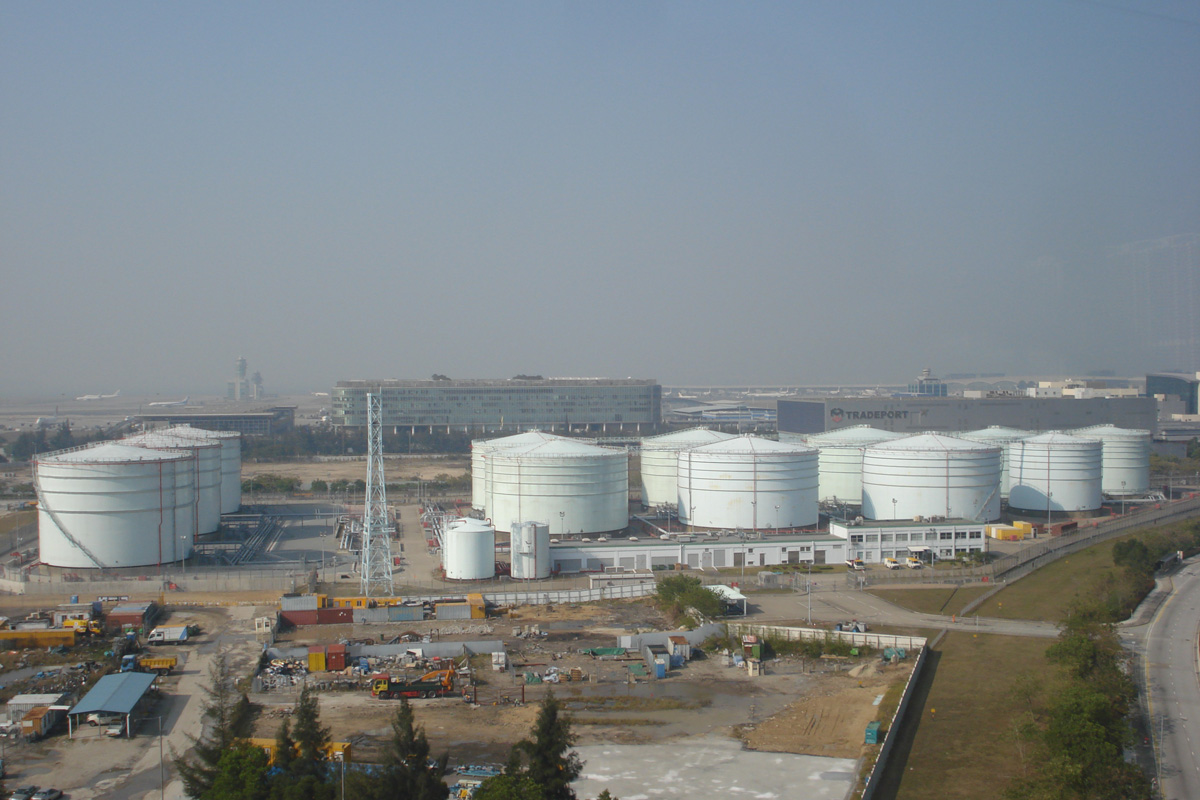
Tanques industriales con combustible

La calderería o pailería (también calderería industrial o pailería industrial) es una especialidad profesional de la fabricación mecánica que tiene como función principal la construcción de depósitos aptos para el almacenaje y transporte de sólidos en forma de granos o áridos, líquidos y gases, así como todo tipo de estructuras metálicas y de construcción naval. Muchos de estos depósitos reciben el nombre de silos y cisternas. El material más común que se trabaja en calderería es el acero laminado y vigas en diferentes aleaciones, formas y espesores. Suele estar relacionada con la soldadura, y la persona que lo tiene como trabajo u oficio se le llama calderero.
Ejemplos significativos de construcción en calderería: la Torre Eiffel, el puente colgante de Vizcaya, la estructura que sustenta el Museo Guggenheim Bilbao, etcétera. Y en la construcción naval: petroleros, gaseros, etcétera.
En un taller o una industria de calderería, es común encontrar la siguiente maquinaria:
- cizallas para cortar la chapa;
- prensas de estampar y troquelar chapa;
- máquinas de rodillos para doblar y conformar la chapa;
- remachadoras (en desuso, reemplazadas por la soldadura);
- máquinas de soldar de corriente continua y alterna, manuales y automáticas;
- sopletes de corte (acetileno o propano y oxígeno).

Cuando se trata de construcción de depósitos que van a trabajar a altas presiones, la calidad del metal que lo compone y las soldaduras que lleve durante su construcción se someten a diversas pruebas; las más habituales: soldaduras y materiales revisados mediante ultrasonidos y rayos X.
La calificación profesional de los técnicos en calderería tiene que ser elevada, para asegurar la calidad necesaria a este tipo de productos. También se requiere que los soldadores estén homologados por diferentes organismos de control de calidad.
Existe una variante de la calderería denominada calderería plástica, cuyo concepto general es similar. La diferencia principal es que, como materia prima, se emplean termoplásticos.